# Tetranema
Tetranema é um género botânico pertencente à família Plantaginaceae. Tradicionalmente este gênero era classificado na família das Scrophulariaceae.

## Espécies
| - Tetranema bicolor - Tetranema cymosum - Tetranema evoluta - Tetranema evolutum - Tetranema floribundum | - Tetranema gamboanum - Tetranema megaphyllum - Tetranema mexicanum - Tetranema nutans - Tetranema roseum |

## Nome e referências
Tetranema Benth.